# الاحتجاجات البيئية الصربية 2021-2022
بدأت الاحتجاجات البيئية الصربية في بلغراد ومدن أخرى في جميع أنحاء صربيا في سبتمبر 2021 سلسلة من الاحتجاجات البيئية بشأن اعتماد قانون المصادرة المعدل، وقانون الاستفتاء والمبادرة الشعبية، واستثمار ريو تينتو المزمع في منجم لليثيوم.
منحت ريو تينتو إذنًا سابقًا في عام 2004 لاستكشاف المناجم بالقرب من وادي يادار فقط، على الرغم من أن حكومة صربيا وقعت في عام 2017 اتفاقية لتنفيذ مشروع يادار، والذي من المقرر أن يمنح الإذن لريو تينتو لاستغلال معدن الياداريت. كان من المقرر في البداية أن يبدأ المشروع في عام 2023. بعد الانتخابات البرلمانية لعام 2020، فاز الحزب التقدمي الصربي الحاكم بأغلبية ساحقة من المقاعد في الجمعية الوطنية. واعتمد قانون الاستفتاء والمبادرة الشعبية وتعديلات قانون نزع الملكية في نوفمبر 2021. قوبل القانونان بمعارضة شديدة من الشعب، ما أدى إلى تصعيد الاحتجاجات البيئية التي بدأت في يناير.
نظمت الاحتجاجات من سبتمبر وما بعده بشكل أساسي من قبل المنظمات البيئية، والتي حظيت «مجموعة الانتفاضة البيئية» و«كريني-بروميني» و«جمعية صربيا الحرة» بأكبر قدر من الاهتمام. بقيت الاحتجاجات التي اندلعت في 11 سبتمبر سلمية، وصرحت المنظمات هناك بمطالبها الرئيسية الثلاثة وهي أن تسحب الحكومة قوانين المصادرة والاستفتاء وأن تغادر ريو تينتو صربيا. استمرت الاحتجاجات في نوفمبر، وبدأت في أواخر نوفمبر بعد فترة وجيزة من حصولها على المزيد من الاهتمام سلسلة من الاحتجاجات على الطرق في جميع أنحاء صربيا، التي تحولت لاحقًا إلى أعمال عنف واعتقل العديد من المتظاهرين بعد فترة وجيزة من الاحتجاجات. شارك بعض المخربين –بمساعدة الحكومة- في تلك الأحداث. استمرت الاحتجاجات حتى ديسمبر ويناير، وشارك فيها عشرات الآلاف من الأشخاص، بمن فيهم الصرب في المغترب. وقد حظيت الاحتجاجات بدعم معظم أحزاب المعارضة، وأبدى العديد من الممثلين والعلماء والرياضيين والمشاهير دعمهم لها، حتى أن بعضهم شارك في الاحتجاجات بأنفسهم. وانتقدت الحكومة وأنصارها الاحتجاجات ونشروا معلومات مغلوطة عنها.
أعرب رئيس صربيا ألكسندر فوتشيتش -الذي صرح في البداية أنه لن يلغي القوانين- عن مشاعر شعبوية بعد تصعيد الاحتجاجات، وسحب في 8 ديسمبر قانون المصادرة وعدّل قانون الاستفتاء، في 16 ديسمبر، ألغت جمعية مدينة لوزنيكا الخطة المكانية التي تضمنت الاستثمار في منجم ريو تينتو، ما أدى فعليًا إلى تأخير بدء عمليات ريو تينتو حتى إشعار آخر، بعد أن علق فوتشيتش عليها قبل يومين من التصويت. منذ أواخر ديسمبر، صرحت الحكومة عدة مرات أنها تخطط لإلغاء خطة ريو تينتو المكانية بالكامل.

## خلفية
اكتشف معدن الياداريت في منجم بالقرب من وادي يادار بواسطة شركة ريو تينتو في ديسمبر 2004. منحت ريو تينتو إذنًا سابقًا لاستكشاف المناجم في يوليو 2004 خلال حكم فويسلاف كوشتونيتسا، وفي العديد من الوثائق الموقعة لاحقًا، وسعت حدود الاستكشاف بشكل أكبر. جرى التعرف على المعدن من قبل الرابطة الدولية للمعادن في نوفمبر 2006. في عام 2017، وقعت حكومة صربيا مذكرة مع شركة ريو تينتو لتنفيذ مشروع يادار الذي من شأنه أن يمنح ريو تينتو فعليًا ملكية كاملة لاستغلال المناجم بالقرب من وادي يادار. كان من المقرر أن يبدأ المشروع في عام 2023.
في نوفمبر 2021، تبنى مجلس الأمة قانون الاستفتاء والمبادرة الشعبية وتعديل قانون نزع الملكية. ألغى قانون الاستفتاء والمبادرة الشعبية عتبة الـ 50٪ العامة اللازمة لتمرير الاستفتاءات، وتكهن بعض السياسيين بأنه سوف يساء استخدامها في حالات مثل حالة ريو تينتو. في 25 نوفمبر، وقع الرئيس ألكسندر فوتشيتش على القانون، ثم صرح بأنه لن يلغيه. قوبل قانون نزع الملكية بمزيد من المعارضة، وحظي في الغالب بردود فعل سلبية. انتقد سياسيون ونشطاء ومحامون القانون وطالبوا جميعًا بسحبه. صرح مسؤولون حكوميون أن القوانين لا علاقة لها بريو تينتو.

### الاحتجاجات ذات الصلة
عقدت الاحتجاجات البيئية في وقت مبكر من يناير 2021 من قبل «مبادرة حماية البيئة». الاحتجاجات التي أطلق عليها اسم: احتجاجات من أجل هواء غير ضار، حضرها بضعة آلاف من المتظاهرين. حضر العديد من الأساتذة والنشطاء، مثل ألكسندر يوفانوفيتش أوتا، الاحتجاجات التي بقيت سلمية.
أعلن أوتا في مارس أنه كان هو ومنظمته «دافعوا عن أنهار ستارا بلانينا» يخططون لتنظيم احتجاج «انتفاضة بيئية» في 10 أبريل. اكتسب الاحتجاج شعبية وشاركت فيه نحو 60 منظمة بيئية. وعقد أمام مجلس الأمة، وحضره بضعة آلاف من المحتجين مع المطالبة بتعليق جميع المشاريع المضرة بالبيئة، فضلًا عن تكييف اللوائح مع أعلى المعايير البيئية. كما نشرت المنظمات التي شاركت في الاحتجاجات وثيقة تضمنت المزيد من المطالب للحكومة. انتقدت رئيسة الوزراء آنا برنابي المتظاهرين، رغم أنها أكدت لاحقًا أنها مستعدة لمناقشة مطالبهم.

## الجدول الزمني

### 2021

#### 11 سبتمبر
أعلنت منظمة «الانتفاضة البيئية» في منتصف أغسطس تنظيمها احتجاجات يوم 11 سبتمبر في بلغراد. أعربت بعض أحزاب المعارضة، مثل حزب الحرية والعدالة، والحزب الديمقراطي، وحزب الشعب، وحزب لا تدع بلغراد تغرق عن دعمها للاحتجاجات، بما في ذلك الممثلين سفيتلانا بوجكوفيتش وسيكا سابليتش وبيتر بوتشوفيتش وأكاديميين وشخصيات عامة أخرى. دعا نيبويشا زيلينوفيتش الجميع للانضمام إلى الاحتجاجات بغض النظر عن انتماءاتهم السياسية.
تجمع المتظاهرون في حديقة بايونيرز في بلغراد نحو الساعة 14:00 (التوقيت العالمي +01:00)، مع مطالبة ريو تينتو بمغادرة صربيا. شارك في الاحتجاجات آلاف الأشخاص. خلال خطابه، ذكر أوتا مطالبهم وأكد أنهم سوف يغلقون الطريق على جسر برانكو، وإذا بدأت الآلات بالتحرك باتجاه لوزنيكا، فسوف يبدأون في قطع الطرق عبر صربيا. إلى جانب أوتا وبويكوفيتش، ألقى الأكاديمي نيناد كوستيتش، والبروفيسور راتكو ريستيتش، مواطن جورني نيديليجيس زلاتكو كوكانوفيتش، والعالم دراغانا دورجيفيتش خطابات. بعد فترة وجيزة، سار المتظاهرون باتجاه جسر برانكو حيث قطعوا حركة المرور لمدة ساعتين.
وعلقت رئيسة الوزراء برنابيتش على الاحتجاجات بقولها إن البيئة موضوع مهم للغاية وأنه ليس من الواضح لها سبب حدوث الاحتجاجات عندما يكون لصربيا أخيرًا حكومة تهتم بالبيئة. انتقدت نائبة رئيس الوزراء زورانا ميهايلوفيتش المتظاهرين من خلال تقييمها أن الاحتجاجات استخدمت لتعزيز الأفراد الذين يرغبون في ممارسة مهنة سياسية من خلال حماية البيئة. قارن فوتشيتش المتظاهرين بمناهضي التطعيمات. دعا الحزب الديمقراطي حركة الانتفاضة البيئية إلى الابتعاد عن المتحدث الذي ذكر أن زوران شينتشيتش جرّم قوانين الخصخصة. بعد ذلك بيوم، صرح أوتا أنه يعتبر الخطاب غير لائق على الإطلاق.

#### 6 نوفمبر
أعلن عن الاحتجاج التالي في 6 نوفمبر، ونظم أمام مبنى راديو وتلفزيون صربيا. قبل يوم من الاحتجاج، نشرت الخطة المرسومة لمشروع يادار للجمهور من قبل المبلغين عن المخالفات. سمحت الهيئة التنظيمية لوسائل الإعلام الإلكترونية (REM) لـ RTS بالإعلان عن رسائل ريو تينتو المتعلقة بالمشروع، على الرغم من أن القرار قوبل بمعارضة 30 منظمة طالبت بإزالته لأنه ينتهك قانون الإعلانات. وحضر الاحتجاج عدد من النشطاء الذين طالبوا RTS بإزالة إعلانات المشروع. وبقي الاحتجاج سلميًا.

#### 19 نوفمبر
نُظم احتجاج آخر أمام مبنى RTS في 19 نوفمبر، على الرغم من أن منظمة كريني-بروميني خططت للاحتجاجات هذه المرة. وحضره بضع مئات من المتظاهرين، وطالبوا قناة RTS ببث إعلان مناهض لريو تينتو. ونفت قناة RTS علانية بث الفيديو.

#### 22-24 نوفمبر
في 21 نوفمبر، أعلنت منظمة الانتفاضة البيئية تنظيمها احتجاجات في ماكيس في اليوم الذي يبدأ فيه بناء مترو بلغراد. دعا أووتا زعماء المعارضة الآخرين للاحتجاج معًا، وقبل بعضهم الطلب. إلى جانب قادة المعارضة، شارك نشطاء ومنظمات في الاحتجاجات. قطع المتظاهرون الطريق في موقع البناء لمدة ساعة، على الرغم من عدم الإبلاغ عن أي حوادث ولم يتدخلوا مع العمال. ووصف فوتشيتش المتظاهرين بأنهم خاسرون.
بعد ذلك بيوم، دعا مجلس صربيا الحرة إلى تنظيم احتجاجات أمام مجلس النواب بعد تبنيهم قانون نزع الملكية وقانون الاستفتاء والمبادرة الشعبية. وحضر الاحتجاج بضع مئات من الأشخاص، كما بقي الاحتجاج سلميًا. طالبوا الحكومة بإلغاء كلا القانونين. كما شاركت بوجانا نوفاكوفيتش في الاحتجاجات.
أعلن سافو مانويلوفيتش، مدير الحملة في منظمة كريني-بروميني أنهم أرسلوا عريضة مع 68000 موقع ضد قانون الاستفتاء، وأكثر من 200000 موقع ضد ريو تينتو. في نفس اليوم، نظمت مظاهرات أمام نوفي دفور، شارك فيها آلاف المتظاهرين. كان مانويلوفيتش المنظم الرئيسي للاحتجاج، على الرغم من أنه بجانبه، ألقى الممثل جيلينا ستوبليانين والمحامية والوزير السابق بوزو بريليفيتش والمزارع دراغان كليوت خطابات. وطالب المتظاهرون الحكومة بإلغاء قانون الاستفتاء، ورددوا شعارات ضد ريو تينتو. علق فوتشيتش على الاحتجاجات بالقول إن القانون لا علاقة له بريو تينتو.